# Radziszów
Radziszów (dawniej Radzieszów, Radessow, Radeszew) – wieś w Polsce, położona w województwie małopolskim, w powiecie krakowskim, w gminie Skawina.
| SIMC    | Nazwa        | Rodzaj    |
| ------- | ------------ | --------- |
| 0335404 | Brzegi       | część wsi |
| 0335410 | Podlesie     | część wsi |
| 0335427 | Rozparka     | część wsi |
| 0335433 | Wytrzyszczek | część wsi |
| 0335440 | Zadworze     | część wsi |
| 0335456 | Zawodzie     | część wsi |

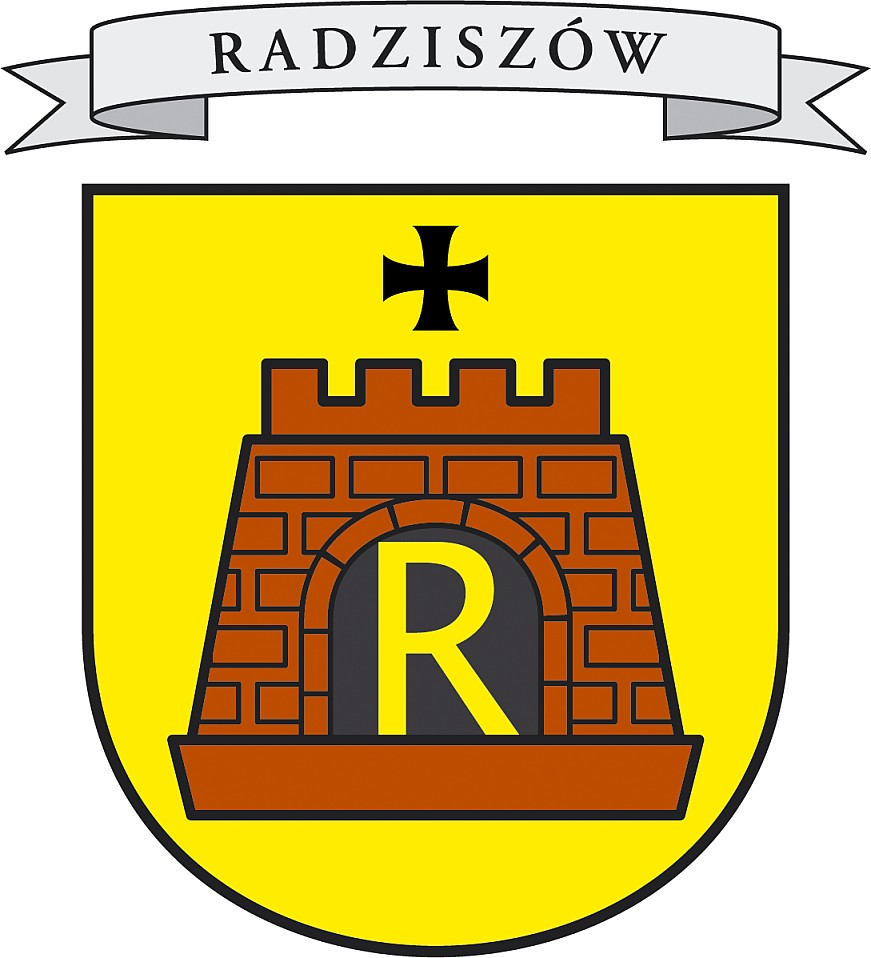
Nieoficjalny herb wsi Radziszów

We wsi jest stacja kolejowa Radziszów.

## Historia
Pierwsze wzmianki o wsi pochodzą z dokumentu legata papieskiego Idziego z 1124 roku. W 1250 r. książę opolski Władysław nadał w darze wieś Radeszew Boleborowi opatowi tynieckiemu. Dokument ten potwierdził w 1519 r. król Zygmunt I Stary. Wieś była dostawcą miodu i zwierzyny łownej dla klasztoru. Wieś opactwa benedyktynów tynieckich w powiecie szczyrzyckim województwa krakowskiego w końcu XVI wieku.
W czasach panowania nad wsią książąt oświęcimskich rzeka Skawinka dzieliła wieś na dwie części: polską i śląską – podległą królowi czeskiemu, gdyż władca tego księstwa Jan I Scholastyk uznał się lennikiem Jana Luksemburskiego. Książę oświęcimski Władysław sprzedał wieś sołtysowi Janowi Radziszowskiemu. Ten za udział w buncie krakowskim przeciwko królowi Władysławowi Łokietkowi utracił posiadłość, którą król ponownie przekazał opactwu tynieckiemu. W II połowie XVIII w. wraz z sąsiednią Wolą Radziszowską przeszedł w dożywotnie użytkowanie prymasa Gabriela Podoskiego.
W 1781 r; po przejęciu tych dóbr przez władze austriackie, znalazły się w rządowym funduszu religijnym. W 1790 r. Radziszów zakupiła rodzina Dzieduszyckich herbu Sas. Podczas rzezi galicyjskiej w 1846 r. mieszkańcy obronili Dzieduszyckich przed rabunkiem staczając bitwę z mieszkańcami Woli Radziszowskiej koło kładki na rzece Skawince. Wdzięczni Dzieduszyccy obdarowali mieszkańców wsi zbożem i ufundowali cztery dzwony do kościoła (zrabowane przez Austriaków podczas I wojny światowej).
Po nich dobrami radziszowskimi władali Orzechowscy, hrabina Róża de Bassano, hrabina Wiktoria Dębińska. Od początku XX w. właścicielami byli: W. Lisowski, S. Kirchmayer oraz W. Schmidt i Marek Jaskuła. Dobra Radziszowa zostały rozparcelowane przed II wojną światową.
W latach 1934–1937 w Radziszowie wybudowano powiatowe dziecięce sanatorium.
W czasie okupacji niemieckiej mieszkająca we wsi rodzina Tomków udzieliła pomocy rodzinie Wassermannów. Rodzina Toszów udzieliła pomocy Stanisławowi Hojdzie. W 1991 roku Instytut Jad Waszem podjął decyzję o przyznaniu Anieli i Wincentemu Tosza, a w 2011 roku Adriannie i Franciszkowi Tomek tytułu Sprawiedliwych wśród Narodów Świata.
Od 1934 roku istniała zbiorowa gmina Radziszów. W latach 1954-1972 wieś była siedzibą gromady Radziszów. W latach 1975–1998 miejscowość administracyjnie należała do województwa krakowskiego.
Podczas powodzi w 2010 woda zalała miejscowość.

## Demografia
Ludność według płci (Stan na 20 maja 2002, 31 marca 2011 oraz 31 marca 2021)

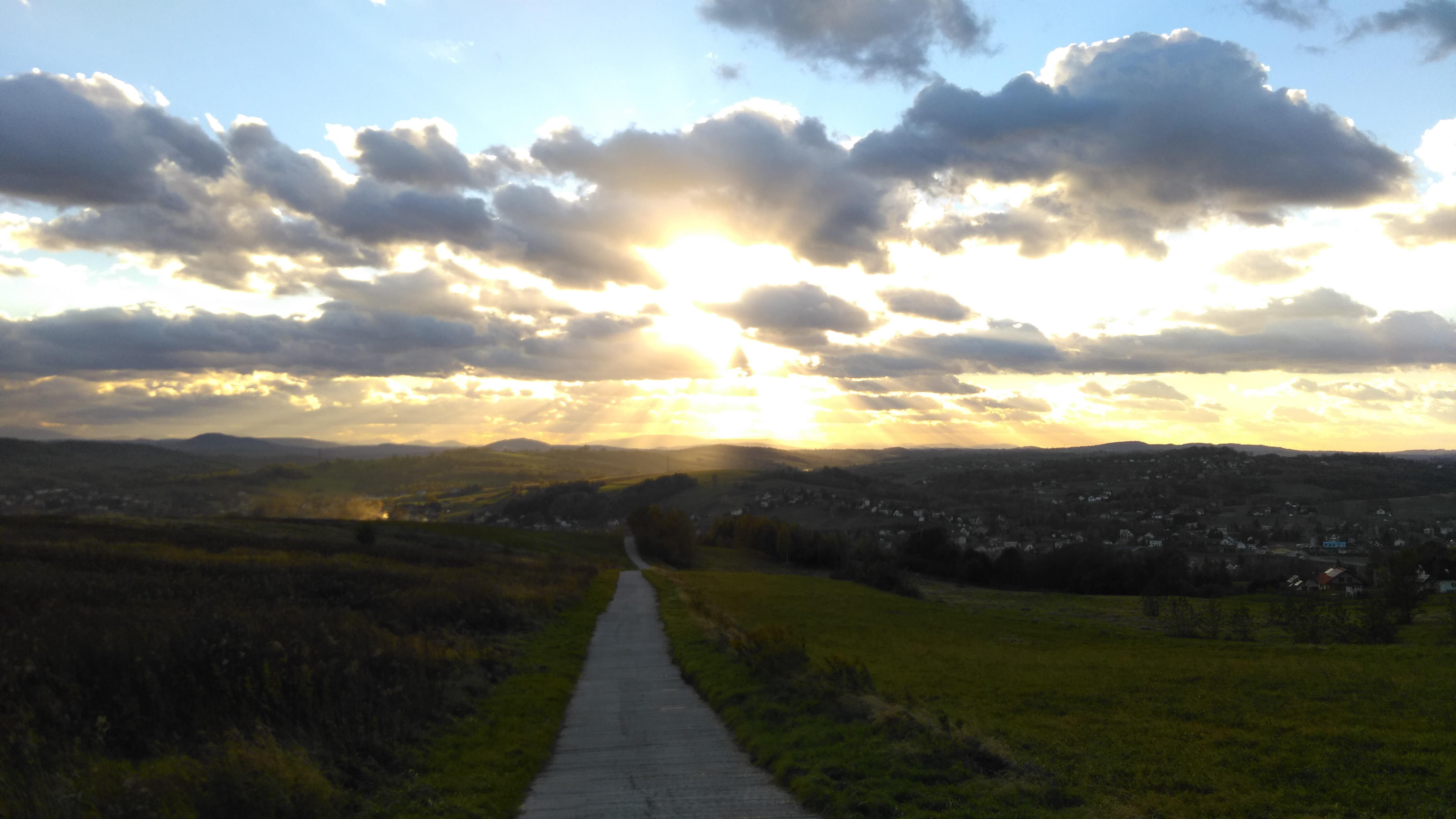
Widok na Radziszów

| Rok             | 2002  | 2011  | 2021  |
| --------------- | ----- | ----- | ----- |
| Liczba ludności | 2 932 | 3 262 | 3 619 |
| Liczba mężczyzn | 1 429 | 1 602 | 1 776 |
| Liczba kobiet   | 1 503 | 1 660 | 1 843 |

## Zabytki
Obiekty wpisane do rejestru zabytków nieruchomych województwa małopolskiego.
- Dwór, otoczenie ogrodowe;
- kościół parafialny pw. św. Wawrzyńca i św. Małgorzaty.

## Kultura
We wsi był kręcony polski film obyczajowy Gromada, należący do tzw. produkcyjniaków, z 1952 roku w reżyserii Jerzego Kawalerowicza.

### Kapela ludowa
Kapela Ludowa z Radziszowa została założona w 1980 roku. Reprezentuje typowy folklor krakowski (nie stylizowany). Zdobywcy w 1999 głównych nagród:
- „Wstążki Krakowskiej” na Wojewódzkim Przeglądzie Kapel, Instrumentalistów i Śpiewaków Ludowych, który odbył się w Radziszowie;
- „Baszty” na Festiwalu Kapel i Śpiewaków Ludowych w Kazimierzu Dolnym nad Wisłą.

Kapela działa pod opieką Centrum Kultury i Sportu w Skawinie, Rady Sołeckiej w Radziszowie, opiekę merytoryczną sprawuje Małopolski Ośrodek Kultury w Krakowie. Ma za sobą liczne wyjazdy m.in. do Niemiec, Bułgarii, Danii, Słowacji, Francji. Na swoim koncie ma płytę Hej, od Krakowa jadę.

### Orkiestra dęta „Sygnał”
Orkiestra dęta „Sygnał” z Radziszowa została założona pod koniec 1949 roku. W 1969 r. zdobyła pierwsze miejsce na Festiwalu Amatorskich Orkiestr Dętych Polski Południowej w Kozienicach, a w 1987 trzecie miejsce na pierwszym Wojewódzkim Przeglądzie Orkiestr Dętych w Dobczycach. Od 24 lat bierze udział w przeglądach i festiwalach orkiestr dętych zdobywając czołowe miejsca, wyróżnienia i nagrody.

## Sport
W Radziszowie działa Ludowy Klub Sportowy „Radziszowianka Radziszów”. Klub został założony w marcu 1974 r. Obecnie działa w formie stowarzyszenia kultury fizycznej. W sezonie 2024/2025 drużyna seniorów występuje w rozgrywkach V ligi.

## Osoby związane z Radziszowem
- Na miejscowym cmentarzu, w rodzinnym grobowcu, spoczywają matka (Olga z Tretterów)[18] i siostry (Anna[19] i Ewa)[20] generała broni Józefa Hallera, a w miejscowym kościele znajduje się obraz Matki Bożej „Hallerowskiej”.
- Miejsce urodzenia Henryka Jaskuły, pierwszego Polaka i trzeciego żeglarza w historii, który bez zawijania do portów okrążył Ziemię (1979–1980).
- W Radziszowie zmarł Mikołaj Bołoz Antoniewicz – poeta, dramatopisarz, tłumacz i oficer kawalerii Wojsk Polskich w powstaniu listopadowym 1830–1831.
- Miejsce urodzenia Antoniny Chmielarczyk, polskiej spadochroniarki, reprezentantki Polski i wicemistrzyni świata[21] .
- Walenty Wisz (ur. 7 października 1847, zm. 27 grudnia 1930) – polski snycerz, rzeźbiarz.
- Zygmunt Chmielewski – polski inżynier chemik, działacz spółdzielczy, ok. 1905 r. założył w Radziszowie Spółdzielnię Mleczarską w której wykonywał wszystkie prace – mleczarza, księgowego, magazyniera i sprzątacza – aby opracować metodą prób i błędów wzorcowy model takiego przedsiębiorstwa[22].
- W Radziszowie mieszkał i tworzył Walery Eljasz-Radzikowski, w dniu 26 września 1892 r. namalował tu akwarelę przedstawiającą izbę w chałupie chłopskiej[23]
- W Radziszowie urodził się i zmarł Ludwik Łata – lotnik, szef naziemny 303 „Warszawskiego” Dywizjonu Myśliwskiego im. Tadeusza Kościuszki, uczestnik Bitwy o Anglię, został pochowany na miejscowym cmentarzu parafialnym w Sektorze C2, Rząd 5, Grób 6[24].
- Od września 1955 do lata 1956 w Radziszowie mieszkała rodzina Fedorowiczów, Eugeniusz aktor scen krakowskich, z żoną Aliną z Kłopotowskich, wraz z synami, Maciejem (1946-98) – pracownikiem teatrów krakowskich: Rozmaitości, Ludowego i Starego i Jerzym (1947) – aktorem teatralnym i filmowym, reżyserem teatralnym, dyr. Teatru Ludowego w Krakowie, posła na Sejm V, VI i VII kadencji, senatora IX kadencji[25].